# Ribemont-sur-Ancre
Ribemont-sur-Ancre település Franciaországban, Somme megyében. Lakosainak száma 619 fő (2022. január 1.). Ribemont-sur-Ancre Baizieux, Bresle, Buire-sur-l’Ancre, Heilly, Laviéville és Méricourt-l’Abbé községekkel határos.

## Népesség
A település népessége az elmúlt években az alábbi módon változott:
| Lakosok száma | 618  | 650  | 669  | 679  | 662  | 648  | 633  | 625  | 619  |
|               | 2013 | 2015 | 2016 | 2017 | 2018 | 2019 | 2020 | 2021 | 2022 |